# Mischocyttarus alfkeni
Mischocyttarus alfkeni är en getingart som först beskrevs av Adolpho Ducke 1904.  Mischocyttarus alfkeni ingår i släktet Mischocyttarus och familjen getingar.

## Underarter
Arten delas in i följande underarter:
- M. a. excrucians
- M. a. trinitatis